# Metropolia Cashel-Emly
Metropolia Cashel-Emly – metropolia irlandzkiego Kościoła katolickiego położona w zachodniej Irlandii. Powstała w 1152. Od 2014 godność metropolity sprawuje abp Kieran O’Reilly. Siedzibą metropolity jest Thurles. 

## Diecezje metropolii

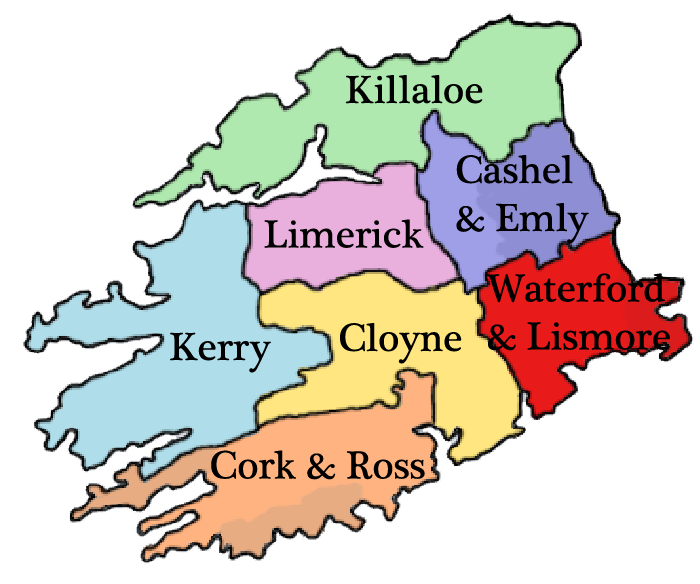
Mapa metropolii

- Archidiecezja Cashel i Emly
  - Diecezja Cloyne
  - Diecezja Cork i Ross
  - Diecezja Kerry
  - Diecezja Killaloe
  - Diecezja Limerick
  - Diecezja Waterford i Lismore